# Harald Malcolm Westergaard
Harald Malcolm Westergaard (Copenhague, 9 de outubro de 1888 — 22 de junho de 1950) foi um engenheiro e matemático estadunidense nascido na Dinamarca.
Casou com Rachel Harriet Talbot.
Graduado em engenharia civil pelo Royal Technical College, doutorado em engenharia pela Universidade Técnica de Munique.

## Publicações
- Moment and stresses in slabs, 1921.
- Buckling of elastic structures, 1922.
- Anwendung der Statik auf die Ausgleichsrechnung, 1925.
- Stress in concrete pavements computed by theoretical analysis, 1926.
- Computation of stresses in concrete roads, 1926.
- One hundred years advance in structural analysis, 1930.
- Computation of stresses in bridge slabs due to wheel loads, 1930.
- Water pressures on dams during earthquakes, ASCE, 1933.
- General solution of the problem of elastostatics in an n-dimensional homogeneous isotropic solid in in an n-dimensional space, 1935.
- Bearing pressures and cracks, 1939.
- Theory of elasticity and plasticity, 1952.